# 熊野那智大社

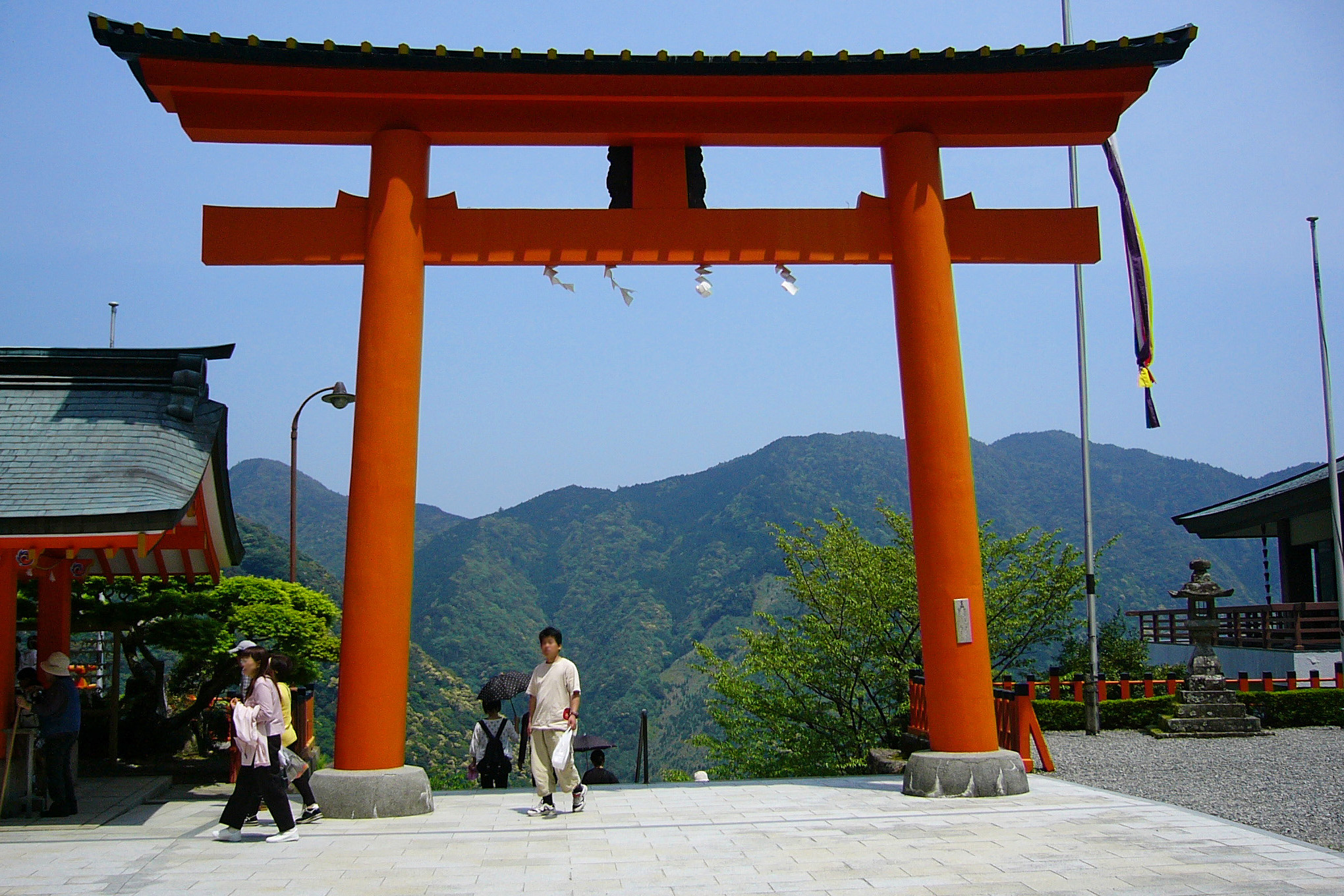
二の鳥居

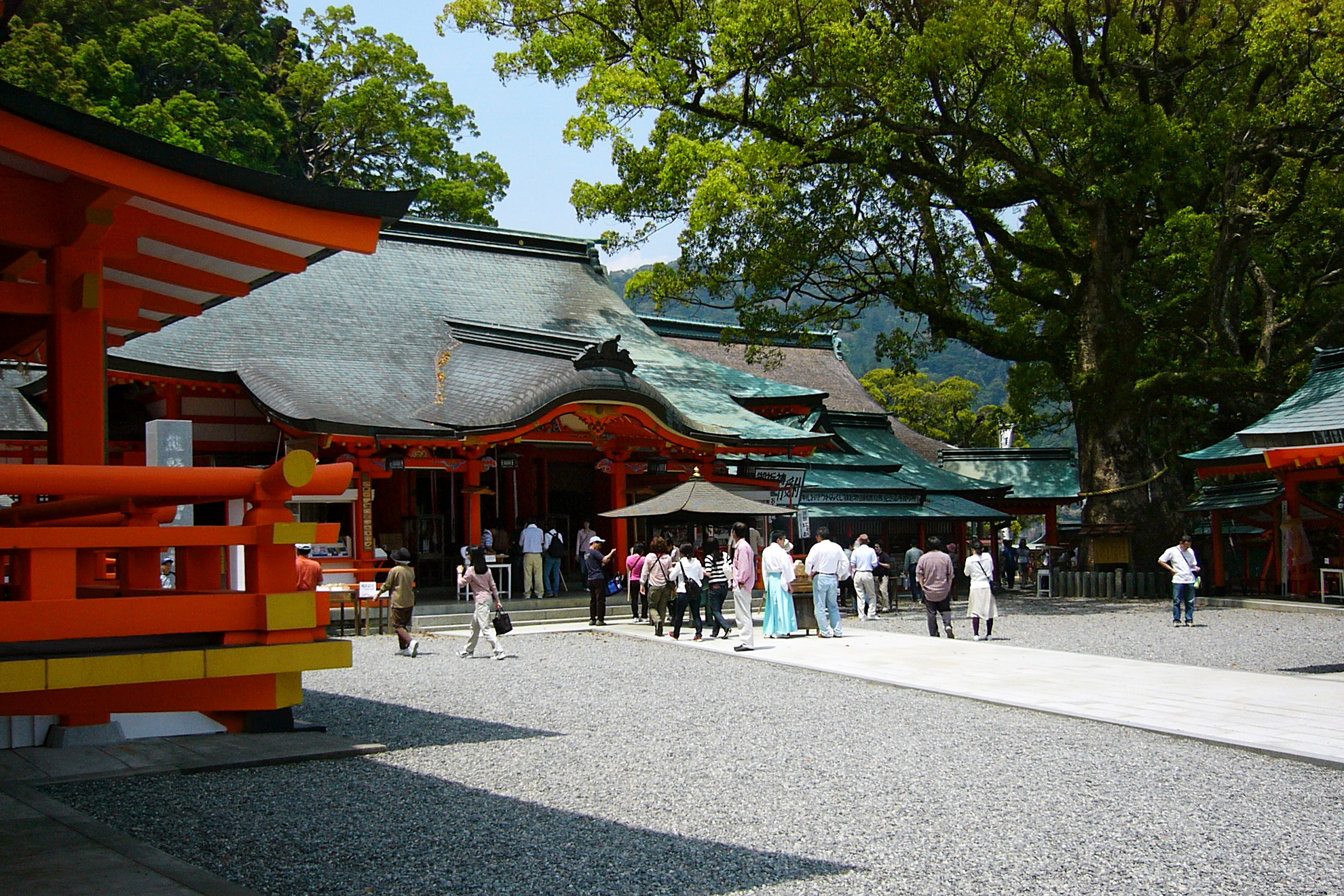
境内風景

熊野那智大社（くまのなちたいしゃ）は、和歌山県東牟婁郡那智勝浦町那智山にある神社。熊野本宮大社・熊野速玉大社と共に、熊野三山を構成する。熊野夫須美大神を主祭神とする。かつては那智神社、熊野夫須美神社、熊野那智神社などと名乗っていた。また熊野十二所権現や十三所権現、那智山権現ともいう。旧社格は官幣中社で、現在は神社本庁の別表神社。
熊野那智大社の社殿および境内地は、ユネスコの世界遺産『紀伊山地の霊場と参詣道』（2004年〈平成16年〉7月登録）の構成資産の一部。

## 歴史

### 熊野三山の成立まで
『熊野権現金剛蔵王宝殿造功日記』によれば孝昭天皇の頃にインドから渡来した裸形上人が十二所権現を祀ったとされ、また『熊野略記』では仁徳天皇の頃に鎮座したとも伝えられるが、創成の詳細は不明。熊野那智大社は熊野三山の中でも熊野坐神社（本宮）・熊野速玉大社（新宮）の二社とは異なり、山中の那智滝を神聖視する原始信仰に始まるため、社殿が創建されたのは他の二社よりも後である。当初は那智滝の正面にある現・飛瀧神社の地に社殿があった。
一説には、那智山の奥にある妙法山に登るための禊祓の地だった那智滝が聖地化し、夫須美神が勧請されて当社が滝本で創建されたともいう。
祭神は熊野夫須美大神であるが事解男命（事解之男神）とする説がある。その熊野夫須美大神は伊邪那美神とされるが、熊野久須毘命とする説もある。
仁徳天皇5年（317年）に社殿が現在地に移転されたとされる。
大同元年（806年）の『新抄格勅符抄』には天平神護2年（766年）熊野速玉男神（新宮の主神）とともに熊野牟須美神の記述があり、それぞれ神封戸が4戸あてられている。しかし、その後は貞観元年（859年）1月27日、同年5月28日、貞観5年（863年）3月2日の速玉神と坐神（本宮の主神）が従五位上に昇階した事に関する『日本三代実録』の記事に牟須美神（ないし夫須美神）の記述がない。延長5年（927年）延喜式神名帳の牟婁郡6座中にも熊野速玉神社、熊野坐神社の二社のみが書かれている。
一方、永観2年（984年）の『三宝絵詞』では熊野両所として速玉神とともに当社主神の夫須美神を取り上げている。本宮・新宮と併せて熊野三山とする記述は永保3年（1083年）9月4日の『熊野本宮別当三綱大衆等解』が最も早く、これまでには三山共通の三所権現を祀る神社として成立していたと考えられる。また『中右記』の天仁2年（1109年）10月27日条の藤原宗忠らの参拝記録から、この頃までに現在の社地に遷祀されていたとされる。

### 那智一山の組織
那智一山の組織は平安時代末期に形成したと考えられるが当時の史料は残されていない。近世後期に編纂された『紀伊続風土記』などによれば、那智山には禰宜や神主などの神職は存在せず、那智山は隣接している如意輪堂（現・青岸渡寺）と神仏習合して一体化し、その全員が社僧という修験者達の霊場となっていた。中世に入り、熊野三山を管理する京都の熊野三山検校の下で那智一山の管理組織（那智執行・滝本執行・宿老・在庁にもとづく合議制度）が整備された。近世に入り社僧が東座と西座に分けられたが、両座にはそれぞれ東の長官、西の長官が置かれ、執行と呼ばれつつ一山を管理した。また両座の下には10人で構成する宿老をはじめ、12人の講誦、75人の衆徒、66人の滝衆、85人の行人、12人の如法道場役人と7人の穀屋（本願）などがいて組織を構成した。
『紀伊続風土記』によると、近世のある時期に東座執行を受け持ったのは那智最古の家柄という潮崎尊勝院で、山内でも最重要とされる飛滝権現を祀り、滝衆や行人を統轄し、近世のある時期に、西座の執行を西仙滝院が担当した後、米良実方院に替わったという。尊勝院・実方院および御師と呼ばれる坊・院は、中世・近世を通じ、全国各地の旦那（檀那）場からの参詣者を泊める宿坊を営んでいた。仁平元年（1151年）2月15日の『源義国寄進状写』に那智の御師・高坊の名が記載されている。この他にも御師として熊野別当家の一族もいた。

### 三山成立以降
『長秋記』長承3年（1134年）2月1日条によると、平安時代後期には三山とも天照大神を含む御子神の五所王子と眷属神の四所明神を加え、現在のような十二所権現を祀る形が整った。しかし那智は別格の滝宮を加えて十三所権現となっており、康暦元年（1379年）11月13日の『尼性周田地寄進状写』などに記録が残っている。
平安時代の末期には鳥羽上皇、後白河法皇、後鳥羽上皇などが幾度も熊野三山に足を運び、大いに賑わっている。
建仁元年（1201年）10月19日には後鳥羽上皇が那智山に参詣し、その後建暦2年（1212年）に上皇から寄進された熊野新宮領・190石のうち12石が那智社に与えられた。
承久の乱では後鳥羽上皇らが敗れて熊野は有力な支持者を失ったが、代わって修験道の発達に伴い、三山の御師と先達による組織づくりが盛んとなった。貞応2年（1223年）11月19日には一山が焼失したが、御師らによって再建されている。
南北朝時代には、熊野の勢力を勧誘するために両朝から御師宛に護摩供料などの名目で寄進が行なわれ、貞和2年（1346年）8月18日には熊野三山検校・道昭准后が、那智山の兵部卿律師御房に駿河国北安東荘内を安堵した例などがある。
続く室町時代には各地の神領荘園からの収入が減少し、那智山権現でも年貢米が駿河国の長田・安東両荘および美作国勝田荘からのみになった。このため、有力御師・先達の活動が重要さを増し、社頭の修理なども熊野山伏や比丘尼、十穀聖などの勧進に頼るようになった。文明10年（1478年）に畿内への課役による棟別銭で那智山の造営を行なったが、弘治年間の十二所権現造営の際は、賦算札に貴庶を勧進結縁させている。15世紀後半以降には、山内の堂塔や社殿の修理のために勧進を行う本願所として、妙法山阿弥陀寺や浜ノ宮の補陀洛山寺をはじめ御前庵主、大禅院、滝庵主、那智阿弥、理性院といった本願所により造営・修造が担われるようになり、那智七本願または那智七穀屋などと称された。なお、穀屋はこの七本願を指すという見方もある。
天正9年（1581年）には堀内氏善が那智山への支配を強化した事に反発した社家で御師の廊ノ坊が武力決起し、逆に氏善が廊ノ坊を攻撃し、本殿などの社殿が焼失している。一方で那智山内の実報（実方）院は堀内氏に付いて那智一山は二分され、廊ノ坊側が敗れると同年6月3日に一族東学坊などの跡職は実報院に与えられたという。

### 近世以降
慶長6年（1601年）1月4日の『熊野那智山神領注文写』によると神領は633石余となっている。同年には紀州藩主浅野幸長によって那智山は市野々村と二河村（現・那智勝浦町）に300石を与えられた。寛政10年（1798年）大晦日に参拝した高遠藩の砲術家・坂本天山は、建造物が壮麗で香炉には火が絶えず、社人・社僧の数が多い事を『紀南遊嚢』に記している。
近世末期の那智大社には数多くの社僧坊舎があったが、明治時代になり神仏習合が廃されると、熊野本宮大社、熊野速玉大社では仏堂は全て廃されたが、当社では如意輪堂は有名な西国三十三所の第一番札所であったため、ひとまず破却はしなかった。
1873年（明治6年）に県社に指定されると共に那智神社と称し、さらに熊野夫須美神社と改称した。翌1874年（明治7年）には如意輪堂が青岸渡寺として当社から独立した。なお、明治初期の神仏分離の際に境内にあった行者堂が取り壊されたが、2023年（令和5年）10月に青岸渡寺の境内に再建された（熊野修験那智山行者堂）。
1921年（大正10年）に官幣中社に昇格して熊野那智神社と改称する。
1948年（昭和23年）に神社本庁の別表神社に加列されている。1963年（昭和38年）に熊野那智大社に改称した。

## 祭神
| 社殿   | 社殿          | 社殿           | 祭神                   | 本地仏             |
| ------ | ------------- | -------------- | ---------------------- | ------------------ |
| 上五社 | 第一殿 瀧宮   | 第一殿 瀧宮    | 大己貴命（飛瀧権現）   | 千手観音           |
| 上五社 | 第二殿 證証殿 | 第二殿 證証殿  | 家津御子大神、国常立尊 | 阿弥陀如来         |
| 上五社 | 第三殿 中御前 | 第三殿 中御前  | 御子速玉大神           | 薬師如来           |
| 上五社 | 第四殿 西御前 | 第四殿 西御前  | 熊野夫須美大神         | 千手観音           |
| 上五社 | 第五殿 若宮   | 第五殿 若宮    | 天照大神               | 十一面観音         |
| 中四社 | 第六殿 八社殿 | 禅児宮         | 忍穂耳尊               | 地蔵菩薩           |
| 中四社 | 第六殿 八社殿 | 聖宮           | 瓊々杵尊               | 龍樹菩薩           |
| 中四社 | 第六殿 八社殿 | 児宮           | 彦火火出見尊           | 如意輪観音         |
| 中四社 | 第六殿 八社殿 | 子守宮         | 鵜葺草葺不合命         | 聖観音             |
| 下四社 | 第六殿 八社殿 | 一万宮・十万宮 | 国狭槌尊、豊斟渟尊     | 文殊菩薩、普賢菩薩 |
| 下四社 | 第六殿 八社殿 | 米持金剛       | 泥土煮尊               | 釈迦如来           |
| 下四社 | 第六殿 八社殿 | 飛行夜叉       | 大戸道尊               | 不動明王           |
| 下四社 | 第六殿 八社殿 | 勧請十五所     | 面足尊                 | 釈迦如来           |

## 境内
参道の長い石段の上は、右に青岸渡寺があり、左は朱の大鳥居と大社の境内が続いている。拝殿の奥には鈴門・瑞垣を挟んで本殿があり、向かって右から滝宮（第一殿）、証誠殿（第二殿）、中御前（第三殿）、西御前（第四殿）、若宮（第五殿）が並んでいる。正殿の第四殿が最も大きく、若宮の左手前には八社殿（第六殿）がある。
なお、現在は山の上に社殿があるものの、前述のように元来は那智滝に社殿があり滝の神を祀ったものだと考えられる。那智の滝は「一の滝」で、その上流の滝と合わせて那智四十八滝があり、熊野修験の修行地となっている。熊野三山の他の2社（熊野本宮大社、熊野速玉大社）では、明治の神仏分離令により仏堂が廃されたが、那智では如意輪堂が残され、やがて青岸渡寺として復興した。青岸渡寺は西国三十三所一番札所である。那智山から下った那智浜には補陀落渡海の拠点となった補陀洛山寺や熊野三所権現（渚王子）がある。
- 西御前（第四殿、重要文化財） - 祭神：熊野夫須美大神
- 中御前（第三殿、重要文化財） - 祭神：御子速玉大神
- 証誠殿（第二殿、重要文化財） - 祭神：家津御子大神、国常立尊
- 滝宮（第一殿、重要文化財） - 祭神：大己貴命
- 若宮（第五殿、重要文化財） - 祭神：天照大神
- 八社殿（第六殿、重要文化財） - 祭神：中四社（忍穂耳尊、瓊々杵尊、彦火火出見尊、鵜葺草葺不合命）、下四社（国狭槌尊・豊斟渟尊、泥土煮尊、大戸道尊、面足尊）
- 鈴門（重要文化財） - 6つ並んでいる。
- 幣殿
- 拝殿
- 御県彦社（重要文化財） - 祭神：八咫烏。慶応3年（1867年）建立。
- 八咫烏の像
- 烏石 - 神武天皇を導いた後、八咫烏はこの石に変化して休んでいるとされる。
- 宝物殿
- 社務所
- 斎館
- 秀衡桜（ヤマザクラ） - 藤原秀衡お手植えとされる。
- 楠霊社 - 平重盛の御手植えとされる。胎内くぐりができる。
- 東門 - この門を潜ると青岸渡寺である。
- 児宮（多富氣王子神社） - 祭神：彦火火出見尊

### 別宮
- 飛瀧神社
  - 那智滝
  - お滝拝所舞台
  - 護摩堂
  - 社務所

## 文化財

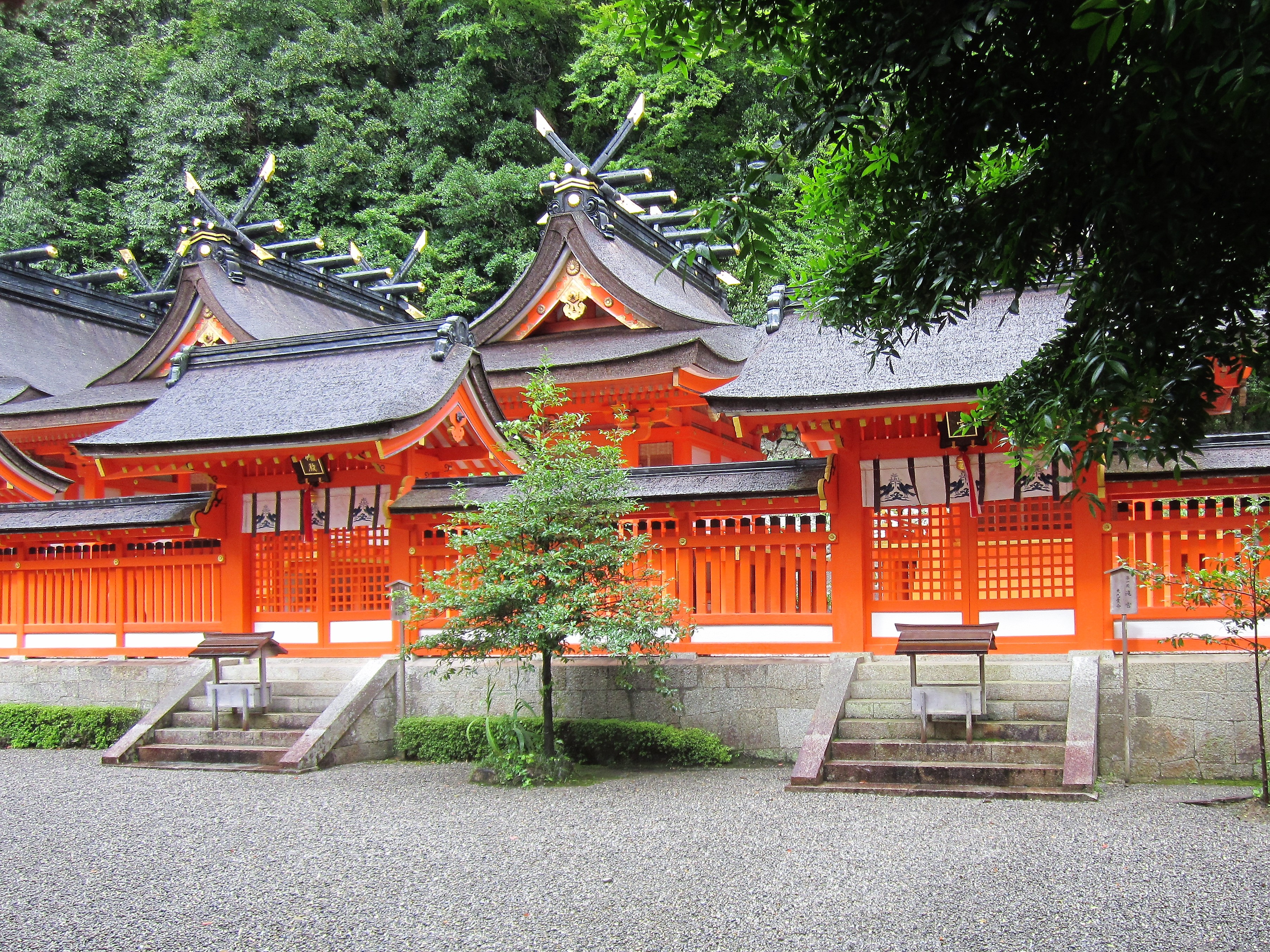
瑞垣越しに社殿をみる。中央が第二殿。

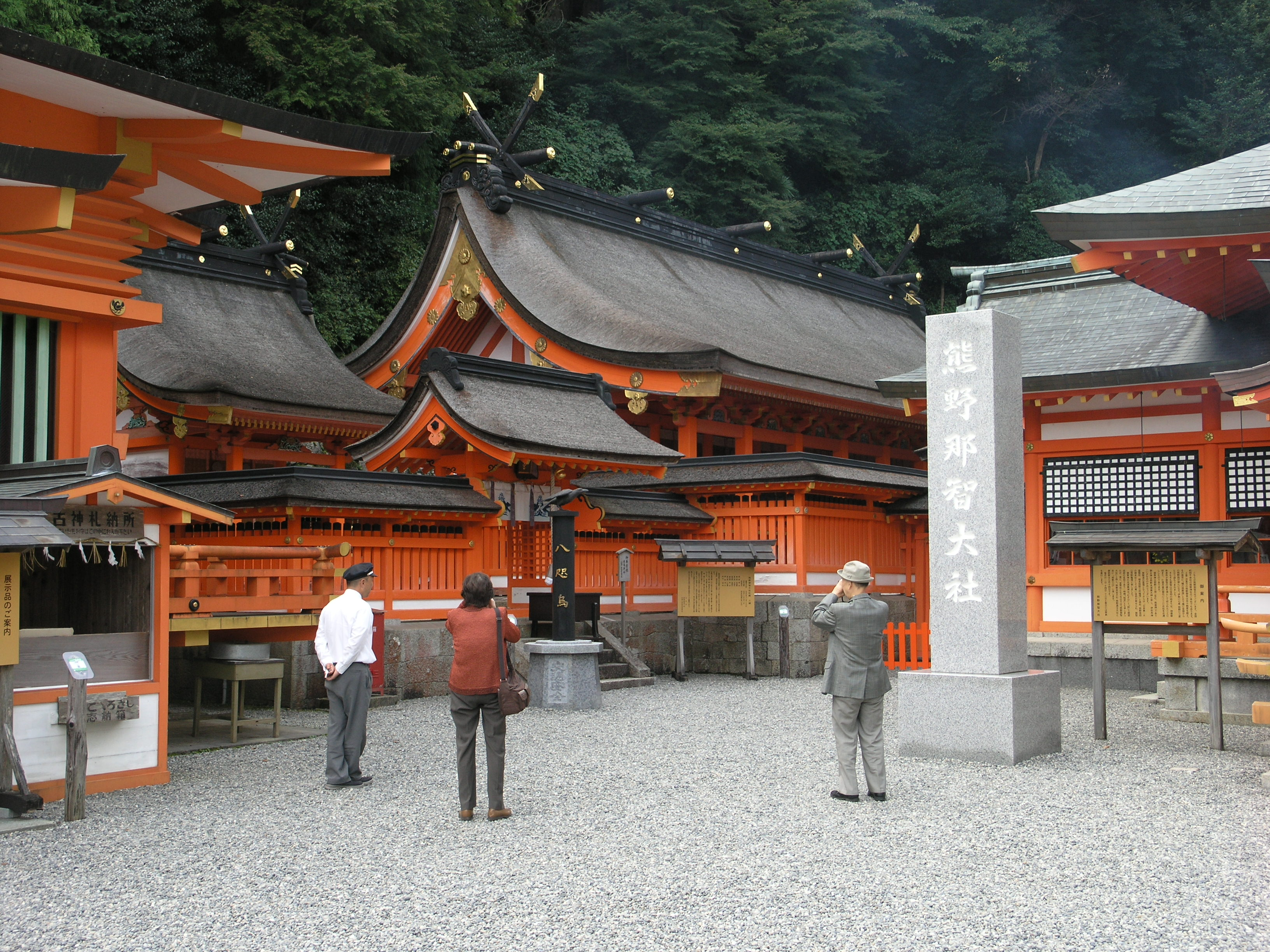
瑞垣越しに社殿をみる。中央の横長の社殿が第六殿、その左は御県彦社。

### 重要文化財

#### 建造物
- 熊野那智大社 8棟 - 1995年（平成7年）12月26日指定[4]
  - 第一殿（滝宮）[5]
  - 第二殿（証誠殿）[6]
  - 第三殿（中御前）[7]
  - 第四殿（西御前）[8]
  - 第五殿（若宮）[9]
  - 第六殿（八社殿）[10]
  - 御県彦社[11]
  - 鈴門及び瑞垣[12]

左右に並列する第一殿から第五殿、これらの左前方に鍵の手に建つ第六殿、その手前に建つ御県彦社、これらを囲んで建つ鈴門及び瑞垣の計8棟が国の重要文化財に指定されている。第一殿から第六殿は天正9年（1581年）の堀内氏善との戦いで焼失した後の再建で、社蔵の文書によれば嘉永7年（1854年）までに竣工している。御県彦社はやや年代が下り、金具銘から慶応3年（1867年）の建立と推定される。
各社殿の屋根はいずれも檜皮葺き。第一殿から第五殿までの本殿は熊野造といわれ、切妻造妻入りの社殿の正面に庇を設け、四方に縁をめぐらした形式である。社殿正面は蔀（しとみ）とし、簾を釣って鏡を掛けている。第一殿から第五殿はいずれも同形式であるが、那智大社の主神熊野夫須美大神を祀る第四殿のみやや規模が大きい。また、右端の第一殿はやや後退した位置に建てられている。第六殿は八間社流造、御県彦社は一間社流造とする。これらの社殿の形式や配置は『一遍上人絵伝』など、中世の絵画資料にみえるものと等しく、古くから受け継がれていることがわかる。これら社殿群は江戸時代後期の再建ではあるが、規模が大きく質の高い建築で、中世以来の景観を今に伝えるものとして価値が高い。

#### 美術工芸品
- 金銀装宝剣拵 後藤琢乗作 i具 寛永十三年正月徳川頼宣寄進ノ銘アリ 附：銅鍍金銀箱 1箇箇
- 熊野那智大社文書 46巻、11冊、2帖、2枚
- 古銅印 1顆

典拠：2000年（平成12年）までの指定物件については、『国宝・重要文化財大全 別巻』（所有者別総合目録・名称総索引・統計資料）（毎日新聞社、2000）による。

### 国指定史跡
- 熊野三山 - 熊野那智大社境内および隣接する青岸渡寺境内は史跡「熊野三山」の一部である[14]。

### 国指定名勝
- 那智大滝

### 国指定天然記念物
- 那智原始林（社有林）

### 和歌山県指定有形文化財
- 木造役行者同脇侍像 附：鍚杖 3躯
- 木造熊野十二所権現古神像 15躯
- 木造女神坐像 1躯
- 熊野曼荼羅 1幀 - 1965年（昭和40年）4月14日指定[15]。
- 熊野権現曼荼羅 1幅 - 1965年（昭和40年）4月14日指定。
- 那智山古絵図 1幅 - 1965年（昭和40年）4月14日指定。
- 那智山宮曼荼羅 1幀 - 1965年（昭和40年）4月14日指定。
- 熊野那智大社奉納鏡 65面（古鏡 2面、和鏡 63面）
- 唐櫃 1台
- 大湯釜 1口
- 鬼面 1面
- 木造漆塗瓶子 2口
- 御宸翰木牌 1片
- 鉄燈籠 1基
- 神輿 2基
- 銅製金鼓 1個
- 銅造擬宝珠 3個
- 銅燈籠蓋 1個
- 熊野那智大社奉納鏡類 17面
- 花山法皇御籠所出土御器物 2個 附：石櫃 1個
- 那智山経塚出土品 一括

### 和歌山県指定史跡
- 山上不動堂跡
- 亀山天皇御卒塔婆建立地跡
- 花山法皇御籠所跡
- 多富気王子跡
- 中世行幸啓御泊所跡

### 和歌山県指定天然記念物
- 那智の樟 - 1958年（昭和33年）4月1日指定[16][17]
- 那智山旧参道の杉並木 - 1958年（昭和33年）4月1日指定[18]
- ヤマザクラの名木・秀衡桜（那智大社社務所前） - 1965年（昭和40年）4月14日指定[19]
- 枝垂ザクラ（那智大社本殿瑞坦際）- 1965年（昭和40年）4月14日指定[20]
- モッコクの大樹（那智大社実方院前庭）- 1965年（昭和40年）4月14日指定[21]

### 和歌山県指定有形民俗文化財
- 牛頭 1個 - 1965年（昭和40年）4月14日指定[15]
- 那智山田楽資料一括 9点 - 1965年（昭和40年）4月14日指定
- 熊野那智山祭様式図絵 1幅 - 1965年（昭和40年）4月14日指定

### 和歌山県指定無形民俗文化財
- 那智の火祭 - 1960年〈昭和35年〉8月16日指定[15]

### 那智勝浦町指定有形文化財
- 那智大社石燈篭 1基

## 行事

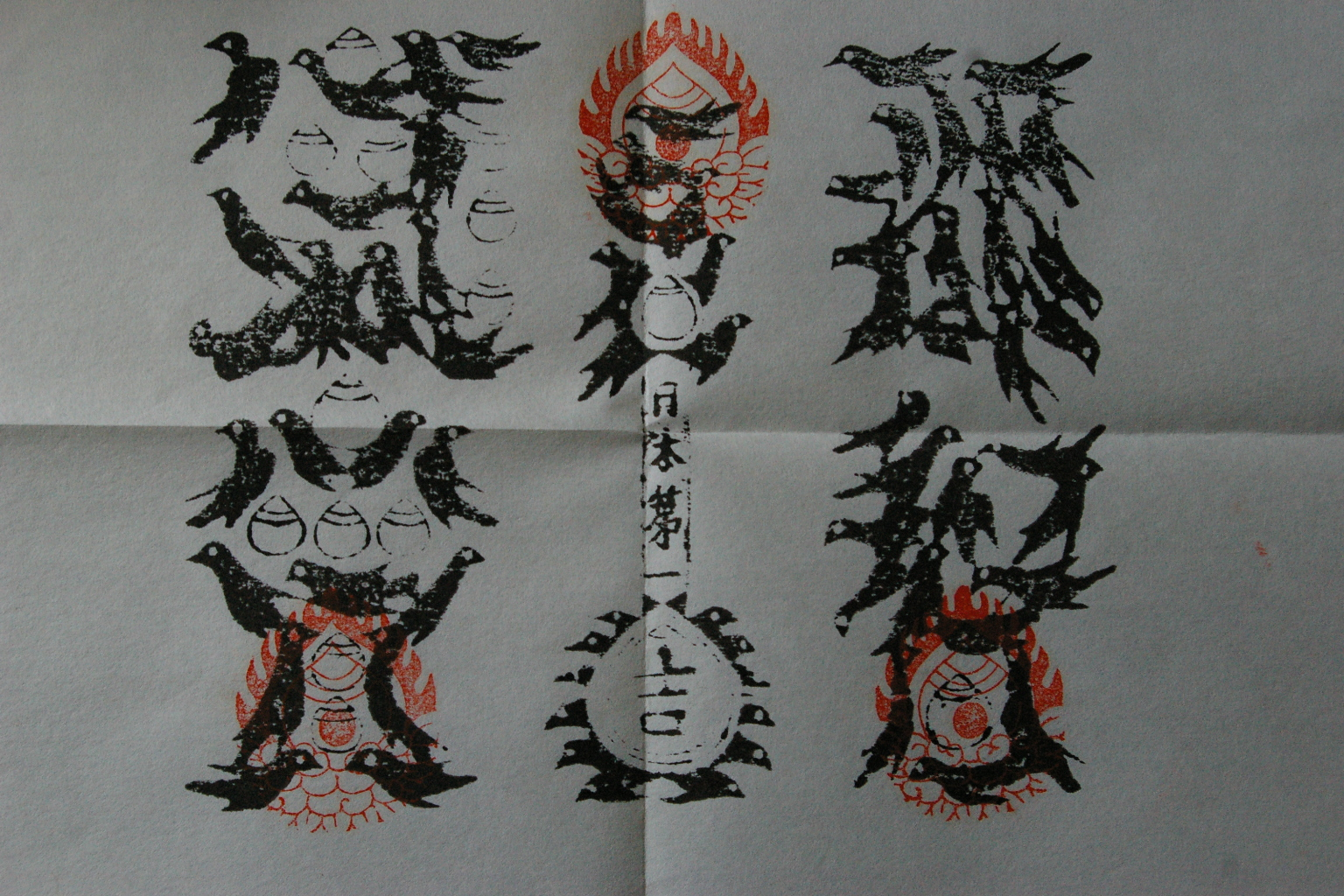
那智大社の牛王符(烏牛王)

### 牛王符にまつわる行事
この他の神事としては熊野牛王符（牛王宝印、烏牛王）の刷り初めにまつわるものが正月に行われる。1月1日には午前3時に那智の滝の奥の「秘所の水」を若水として汲み、1月2日にその水で烏牛王神璽摺初め式を行う。1月8日には滝つぼの前の飛瀧神社での烏牛王神璽祭がある。滝の前に設定した祭壇に刷り上った牛王符を積み上げ、神職が柳の枝で打板といわれる樫の板を激しく打ち、邪気をはらう。牛王符は社務所で配布される。

## 前後の札所
神仏霊場巡拝の道
2 青岸渡寺　-　3 熊野那智大社　-　4 熊野本宮大社

## 周辺情報
- 熊野古道
  - 大門坂
- 那智滝
- 紀の松島
- 南紀勝浦温泉

## 交通
- 最寄駅：JRきのくに線・紀伊勝浦駅または那智駅
- バス：熊野御坊南海バス 路線バス・那智山線で紀伊勝浦駅より25分または那智駅より17分
- 駐車場：あり